# سعر الفائدة

ألمانيا شهدت أنخفاض أسعار الفائدة على الودائع من 14٪ في عام 1969، وصولا إلى ما يقرب من 2 ٪ في عام 2003.

سعر الفائدة هو السعر الذي يدفعه البنك المركزي على إيداعات البنوك التجارية سواء أكان استثمارا لمدة ليلة واحدة أم لمدة شهر أو أكثر. ويعد هذا السعر مؤشرا لأسعار الفائدة لدى البنوك التجارية التي ينبغي ألا تقل عن سعر البنك المركزي، كما يساعد سعر الفائدة البنك المركزي في التحكم في عرض النقد في التداول من خلال تغيير هذا السعر صعودا ونزولا على المدى المتوسط. ورفع الفائدة يعني كبح عمليات الاقتراض وبالتالي تقليل نسبة السيولة في السوق مما يؤدي إلى خفض نسبة التضخم (ارتفاع الأسعار).
يعرف سعر الفائدة بأنه ذلك العائد على رأسمال المستثمر من خلال السعر الذي يحصل عليه المرء جراء تنازله عن التصرف بأمواله التي يقرضها لفترة زمنية محددة، ويختلف بذلك السعر حسب المدة إن كانت شهرية أم سنوية وحسب المبلغ المقترض، فكلما زادت مدة الاقتراض زادت احتمالات المخاطرة. وبناءً على ذلك فإن سعر الفائدة يتحدد باتفاق المقرض والمقترض وبناء على العرض والطلب، لأن زيادة عرض رؤوس الأموال ستعمل على انخفاض سعر الفائدة والعكس صحيح، وعليه فإن لكمية النقود ومعدل دورانها دوراً في كمية النقود المعروضة، كما أن للـدافع التمويلي والتحفظي والمضاربة دوراً في تحديد الطلب على النقود.وخلاصة القول أن أسعار الفــائدة هي العائد على استثمار الأموال لمدة زمنية محددة مقابل تنازل المقرض عن التصرف بأمواله طيلـــة فترة احتساب العائد والذي غالباً ما يكون سنوياً.

## العوامل التي تحدد سعر الفائدة
تتحدد أسعار الفائدة بناء على قوى العرض والطلب فإذا ارتفعت معدلات الطلب على ما هو معروض من أموال سوف يقود إلى ارتفاع أسعار الفائدة وفي الوقت ذاته سيعمل على تخفيض معدلات الإقراض في الدائرة الاقتصادية. تتأثر أسعار الفائدة بحجم ارتفاعها وانخفاضها داخل أسواق المال المختلفة، حيث تترابط الأسواق المالية نتيجة لحركة الأموال داخل هذه الأسواق، فالسوق المالي الذي تتسم أسعار فائدته بالارتفاع تجذب إليها رؤوس الأموال بحثاً عن ربحية أعلى فيزداد المعروض من هذه الأموال، وهذا بدوره يقود إلى تخفيض السعر أي سعر الفائدة مستجيباً لقوى العرض والطلب، في الوقت ذاته تطرد الأسواق ذات الفائدة المنخفضة رؤوس الأموال مما يترتب عليه تناقص في المعروض منها وهذا عامل في ارتفاع سعر الفائدة. كذلك يترتب على ازدهار الحالة الاقتصادية ارتفاع في أسعار الفائدة حيث تميل أسعار الفائدة إلى الارتفاع في كل فترة التي تحتاج فيها المؤسسات الاقتصادية إلى تمويل كاستجابة لزيادة الإنتاج التي يتطلبه حالة الانتعاش الاقتصادي فيزداد الطلب على رؤوس الأموال مما يعمل على رفع السعر .